# Nunc
Nunc est une revue de création et d'essais, codirigée par Franck Damour et Réginald Gaillard, qui a existé de 2002 à 2021. Elle a fait partie, pendant vingt ans, des plus importantes revues de poésie françaises. 
Au moment de son arrêt, en 2021, le conseil de rédaction était constitué de Stéphane Barsacq, Pierrick de Chermont, Michel Fourcade, Pierre Gelin-Monastier, Jérôme de Gramont, Benjamin Guérin, Nicolas Idier, Antoine de Meaux, Florian Michel et Gemma Serrano. Jacques Darras, longtemps membre de ce conseil de rédaction, est désormais désigné comme « figurant d'honneur ». 

## Description
Lancée en 2002, elle publie trois fois par an des livraisons comprenant de la poésie et des essais philosophiques, littéraires ou de théologie. Elle consacre régulièrement des dossiers à des figures importantes (Pierre Oster, Andreï Tarkovski, Jean-Louis Chrétien, Jean-Luc Marion, Salah Stétié, etc.) ou à des thèmes (la transgression, le commencement, la musique contemporaine). Revue de réflexion et de méditation, Nunc n'hésite pas non plus à provoquer le dialogue et le débat.
Dans sa note d'intention, Réginald Gaillard écrit : « Mon but était de créer un lieu où se rencontreraient des écrivains, des artistes — jusque là rien de très original — mais aussi des intellectuels et créateurs dont les œuvres sont nourries par leur foi. Leur foi chrétienne, mais pas seulement. L’intention première était de créer un lieu qui serait à la croisée de la revue Les Études, Dieu vivant dans les années d'après-guerre, et, par exemple, de la revue de Michel Deguy, Po&sie, ou d’Europe, dont nous avons repris le principe d’un dossier d’études. Un lieu qui serait aussi un laboratoire pour de jeunes créateurs. Spirituelle, donc, mais résolument moderne dans son souci d’appréhension de la création. »
Chaque numéro est accompagné d'illustrations d'un artiste dont les œuvres sont insérées dans des tirages de luxe de la revue. Elle est publiée par les éditions de Corlevour.
En 2017, la revue a créé ses propres prix littéraires, remis à deux recueils poétiques, l'un de langue française, l'autre de langue étrangère.
Pour sa dernière parution, au printemps 2021, la revue Nunc a publié un double numéro consacré au poète argentin Antonio Porchia et à l'Ukraine, « pivot de l'Europe ». Dans son liminaire, Réginald Gaillard annonce la création prochaine d'une nouvelle revue, davantage centrée sur les questions politiques : Achille. La revue s'arrête ainsi définitivement au cinquante-et-unième numéro, après vingt ans d'existence.

## Réception critique
Sur le site Poezibao, l'un des plus importants lieux cybernétiques consacrés à la poésie, Bernadette Engel-Roux écrit : « C’est une œuvre de découverte, de création, de partage, que mène avec courage la collégiale fraternelle et amicale de la petite mais dynamique "maison" de Corlevour. Découverte, car de "jeunes" auteurs y ont trouvé place et accord. Création, car chaque livre comme chaque numéro est un bel objet en lui-même, très souvent accompagné du travail consonant d’un artiste peintre. Partage, car la revue, éclectique jusques en ses exigences et sa fidélité à une ligne fondatrice, assemble horizontalement une communauté d’écrivains et poètes très différents les uns des autres. »

## Numéros parus
- Nunc n°1  - Dossier Olivier Apert, 96 p. / Illustré par Béatrice Braud (ISBN 978-2-9518605-0-6)
- Nunc n°2  - Illustré par Bernard Alligand (ISBN 978-2-9518605-1-3)
- Nunc n°3  - Dossier Pierre Oster, 112 p. / Illustré par Istvàn Gyalaï (ISBN 978-2-9518605-3-7)
- Nunc n°4  - Dossier André Scrima, 124 p. / Illustré par Linda Karshan
- Nunc n°5  - Dossier Ricardo Paseyro, 124 p. / Illustré par Pierre Avon (ISBN 978-2-9518605-7-5)
- Nunc n°6  - Illustré par Fabrice Mondejar (ISBN 978-2-9518605-9-9)
- Nunc n°7  - Dossier Olivier Clément / Illustré par Chan Ky Yut (ISBN 978-2-915831-02-3)
- Nunc n°8  - Dossier Jean-Louis Chrétien / Illustré par Pierre Dubrunquez (ISBN 978-2-915831-03-0)
- Nunc n°9  - Dossier Jean-Claude Renard / Illustré par Sergio Birga (ISBN 978-2-915831-04-7)
- Nunc n°10 - Dossier Transgression / Illustré par André Kneib  (ISBN 978-2-915831-10-8)
- Nunc n°11 - Numéro spécial Andreï Tarkovski / Illustré par Nicolas Rozier (ISBN 978-2-915831-11-5)
- Nunc n°12 - Illustré par Béatrice Englert (ISBN 978-2-915831-12-2)
- Nunc n°13 - Dossier « Aux Commencements », 128 p. / Illustré par Agnès Prévost (ISBN 978-2-915831-14-6)
- Nunc n°14 - Dossier Musique contemporaine, 144 p. / Illustré par Marjolaine Pigeon (ISBN 978-2-915831-21-4)
- Nunc n°15 - Numéro spécial Salah Stétié, 192 p. / Illustré par plusieurs artistes (ISBN 978-2-915831-24-5)
- Nunc n°16 - Dossier Jean-Luc Marion, 124 p. / Illustré par Werner Stemans (ISBN 978-2-915831-16-0)
- Nunc n°17 - Numéro spécial Loránd Gáspár, 112 p. / Illustré par Alexandre Hollan (ISBN 978-2-915831-25-2)
- Nunc n°18 - Dossier Michel Vieuchange / Into the wild / Habermas / Illustré par Bern Wery (ISBN 978-2-915831-27-6)
- Nunc n°19 - Dossier Christianisme et déconstruction / Illustré par Albert Woda
- Nunc n°20 - Dossier Polar et Métaphysique. Précédé d'un entretien avec Nancy Huston / Illustré par Jan de Waechter
- Nunc n°23 - Dossier Clint Eastwood / Illustré par Joël Leyck
- Nunc n°24 - Dossier Pierre Emmanuel / Illustré par Marie-Hélène Bikowa
- Nunc n°25 - Numéro spécial Marcel Jousse / Illustré par Jean-René Moeschler
- Nunc n°26 - Cahier Terrence Malick / Cahier Georges Didi-Huberman / Correspondance Jacques Maritain/J.H. Griffin
- Nunc n°27 - Dossier Gerard Manley Hopkins / Illustré par Paul de Pignol[7]
- Nunc n°28 - Dossier Erri de Luca / Cahier sur les poètes expressionnistes allemands / Illustré par Marko Velk
- Nunc n°29 - Dossier Béla Tarr / Cahier Michael Dummett / Illustré par Guy de Malherbe[1]
- Nunc n°30 - Dossier Frédéric Jacques Temple / Illustré par Vladimir Velickovic
- Nunc n°31 - Dossier "Pierres vivantes de Chine" / illustré par Blandine Cœurderoy
- Nunc n°32 - Dossier Charles Péguy / Illustré par Martine Pierre
- Nunc n°33 - Dossier Joë Bousquet / Cahier Poètes polonais - poètes Grecs / Illustré par Hélène Damville
- Nunc n°34 - Dossier Etty Hillesum / Illustré par François-Xavier de Boissoudy
- Nunc n°35 - Dossier John-Henry Newman / Cahier Armel Guerne
- Nunc n°36 - Dossier Jean-Pierre Lemaire
- Nunc n°37 - Cahier Edmond Jabès / Cahier Frédéric Boyer / Cahier Poésie syrienne
- Nunc n°38 - Dossier Jacques Maritain
- Nunc n°39 - Dossier Guy Goffette
- Nunc n°40 - Dossier Hadewijch d'Anvers
- Nunc n°41 - Dossier Maria Zambrano / Dossier Vincent La Soudière
- Nunc n°42 - Dossier Hans Urs von Balthasar / Cahier « Poésie israélienne contemporaine »
- Nunc n°43 - Dossier Léon Bloy / Illustré par Pierre-Édouard
- Nunc n°44 - Dossier Lou Andreas-Salomé / Cahier « Culture d'Islam I » / Illustré par Vincent Bébert
- Nunc n°45 - Dossier Adonis / Cahier « Culture d'Islam II » / Illustré par Camille Oardǎ
- Nunc n°46 - Dossier Pascal Quignard / Cahier Philip K. Dick / Cahier Goudji / Illustré par Goudji
- Nunc n°47 - Dossiers Roberto Juarroz / Poésie néerlandaise
- Nunc n°48 - Dossiers Richard Rognet / Edmond Moirignotv
- Nunc n°49 - Dossier André Suarès / Cahier Xavier Bordes / Photographies d'Alexis Congourdeau / Illustré par Cynthia Walsh
- Nunc n°50-51 - Dossier Antonio Porchia / Cahier G. K. Chesterton / Dossier : Ukraine / Photographies d'Anna de Czaski-Canter et Ivan Marchuk / Illustré par Sophie Brassart